# Каннусі

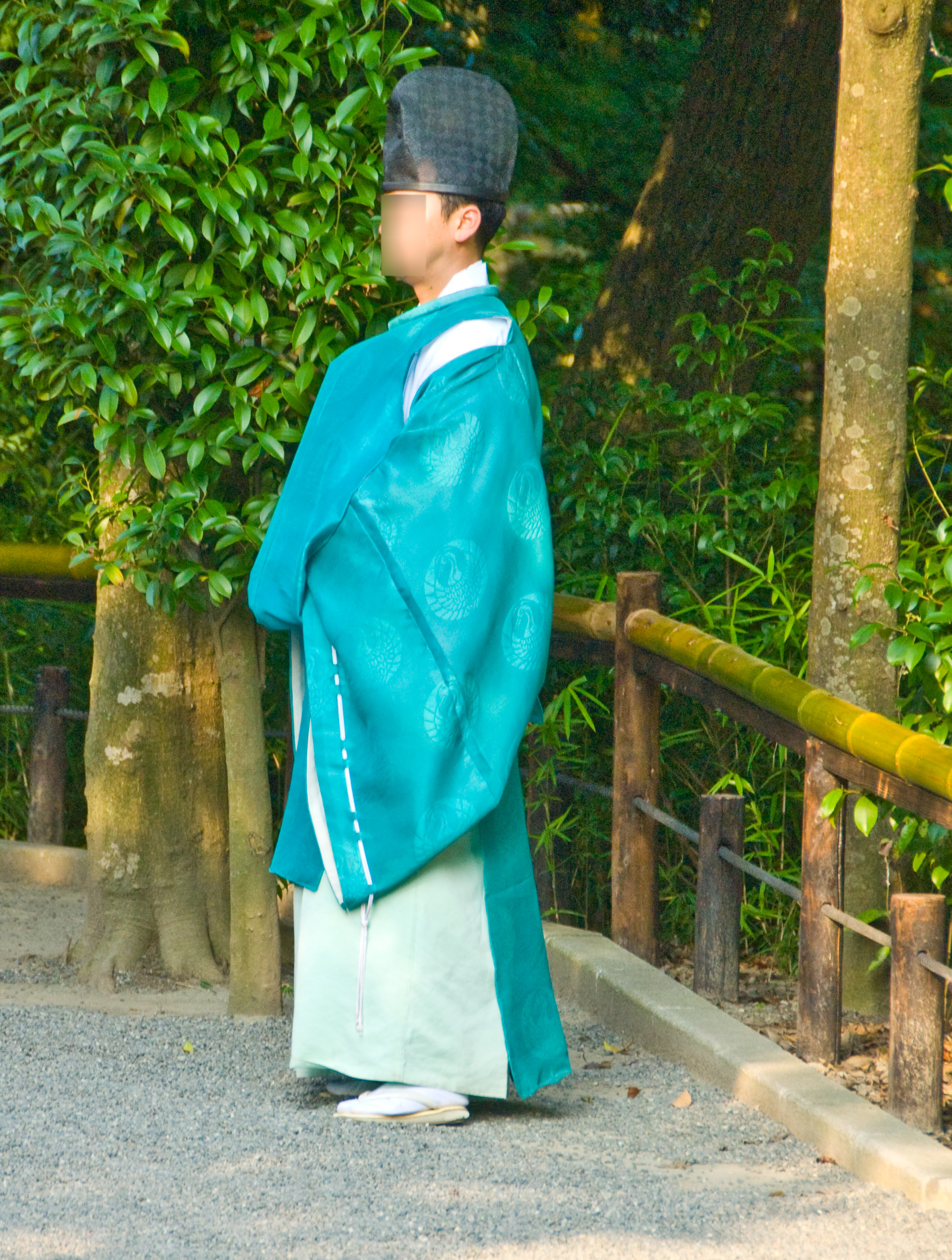
Священник в одязі карігіну та вороній шапці.

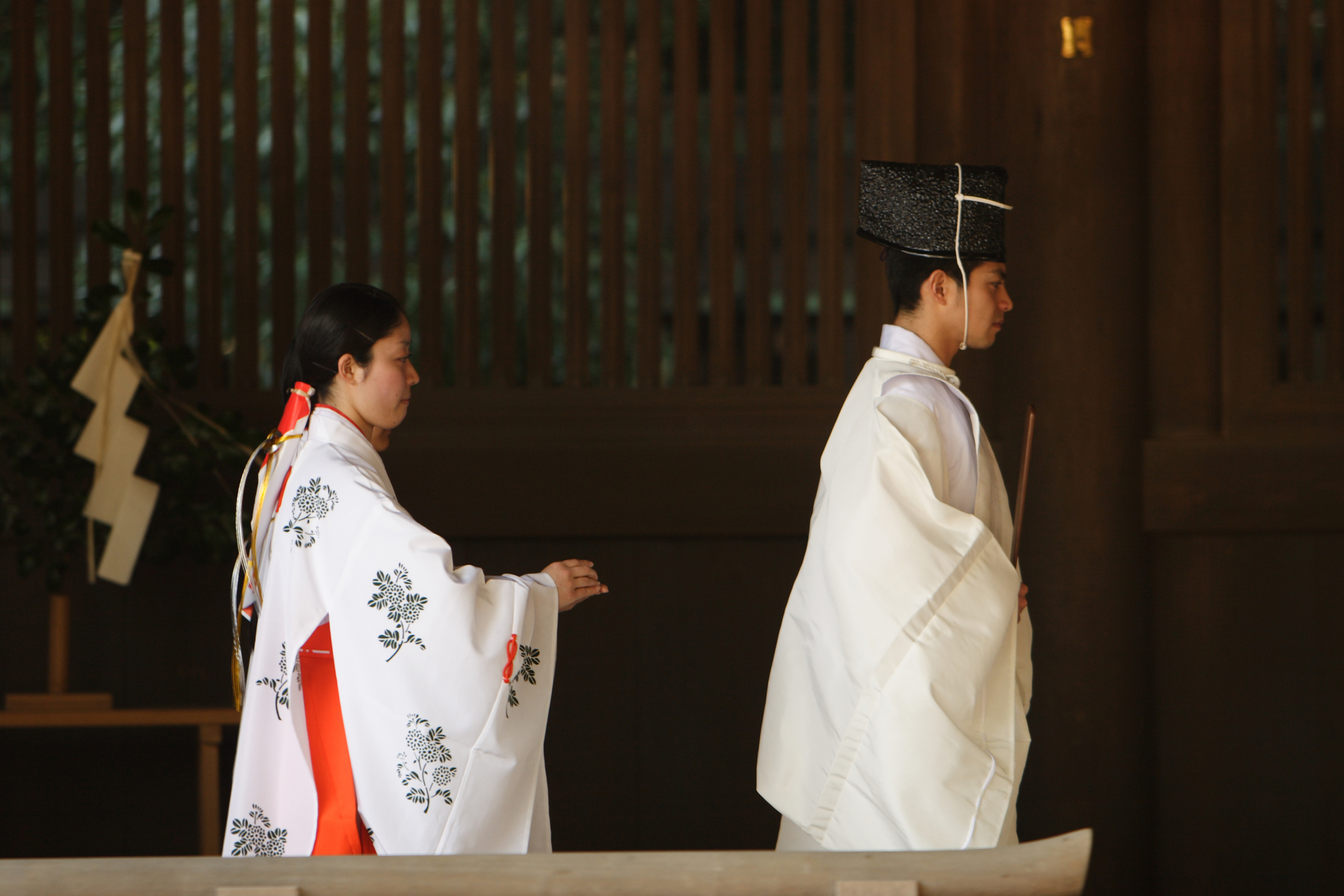
Священник одягнений в Дзеей, у супроводі міко

Каннуші (【神主】, かんぬし, kannushi, «священник») — шінтоїстський священослужитель. Представник шінтоїського духовенства (神職, шіншьоку). Голова й управитель шінтоїського святилища, де вшановують божество. Первісно — жрець-шаман.

## Опис
Священник виступав як шаман — посередник божеств, оракул, покликаний доносити божественну волю до простих смертних. Він вважався чудотворцем або святим, який завдяки своїй практиці очищувальних ритуалів досяг здатності бути медіумом для божества. Пізніше священник став сприйматися як представник духовенства — людиною, що працює в святилищі та відповідає за релігійні церемонії.
У давнину, завдяки синтезу духовної та світської влади, в ролі священника виступав голова роду, який очолював його членів на час релігійних церемоній. Часом це могла бути інша офіційна особа. Пізніше роль священника стала специфічнішою. Термін «каннуші» фігурує як в «Коджікі», так і в «Ніхон шьокі». Згідно з цими текстами, священниками були імператриця Джінґу та імператор Суджін. В одному і тому ж святилищі може бути кілька різних типів священослужителів. Так, наприклад, в Святилищі Ісе або святилищі Оміва можна зустріти Верховного (大神主, Ō-каннуші), загального (総神主, Сō-каннуші) і тимчасового священників (権神主, Ґон-каннуші)
Священники можуть одружитися, і зазвичай їх діти успадковують їх посаду. Хоча ця практика нині не має офіційного статусу, вона, як і раніше, існує.
Одяг священника — традиційний одяг японського аристократа при імператорському дворі. Основі елементи — Дзеей, ебоші та каріґіну, які не мають якого-небудь містичного сенсу. Це підкреслює близький зв'язок між культом божест та фігурою імператора. Інші предмети, що використовуються священством, включають в себе жезли шяку та онуса. Під час виконання релігійних обрядів священникам допомагають жриці міко. 
Для того щоб стати священником, новачок повинен пройти навчання в університеті, схваленому Головним управлінням щінтоїстських святилищ. Зазвичай таким виступає токійський університет Кокуґакуїн. Замість цього можна також пройти іспит на кваліфікацію кандидата. Священникам дозволено ставати не лише чоловікам, але й жінкам. При цьому вдови можуть успадковувати посаду свого покійного чоловіка.